# 戈申村 (纽约州)
戈申（Goshen）是美国纽约州奥兰治县的一个村，是奥兰治县的县城。2010年人口普查的人口为5454人。 它是纽约州波基普西-纽堡-米德尔敦大都会统计区的一部分，以及规模较大的纽约-纽瓦克-布里奇波特，NY-NJ-CT-PA联合统计区的一部分。
该村位于纽约市西北约五十英里处的戈申镇内，纽约州州道17号沿线，位于奥兰治县的中心。 戈森是轻驾车赛博物馆和名人堂的所在地，并于1930年至1956年在前好时光公园举办了赛车的顶级赛事Hambletonian。 赛车仍然在历史悠久的赛道，在村庄中心的美国国家历史名胜。